# Тёмная рыба-солдат
Тёмная рыба-солдат (лат. Sargocentron spiniferum) — вид лучепёрых рыб из семейства голоцентровых.

## Описание
Максимальная длина тела 51 см, обычно до 35 см, масса тела до 2,6 кг. Преобладающий цвет — ярко-красный.
Обыкновенная рыба-белка может достигать большей длины, но менее массивна и её высота тела меньше.

## Распространение
Широко распространены в Индо-тихоокеанском регионе. От Красного моря и Индийского океана до Гавайских островов, Японии и южной части Австралии. Встречается на коралловых рифах. Предпочитает глубины от мелководий до 120 м.